# Northwood, Dakota de Nord
Northwood este un orășel din comitatul Grand Forks, statul Dakota de Nord din Statele Unite. Este parte a zonei metropolitane (în engleză,  Metropolitan Statistical Area) numită "Grand Forks, ND - MN" ori "Greater Grand Forks". Populația localității era de 959 de persoane conform recensământului din anul 2000. Northwood a fost fondat în 1884. 
În 26 august 2007, un tornado, considerat de tipul EF4 pe Scala Fujita,  a atins localitatea Northwood în sera zilei de 26 august 2007 provocând distrugeri majore și moartea unei persoane. 

## Geografie
Conform United States Census Bureau, Biroul de recensăminte al SUA, orașul are o suprafață totală de (2.7 km²) (sau 1.05  mile pătrate), întrega suprafață fiind doar uscat. 